# EuropaChorAkademie
Die EuropaChorAkademie ist ein Konzertchor, der von dem deutschen Dirigenten Joshard Daus gegründet wurde.
Daus gründete den Chor im Jahre 1997 mit dem Ziel, junge Sängerinnen und Sänger aus Europa, Lateinamerika und Asien zu Konzertprojekten und CD-Produktionen zusammenzuführen. Dabei arbeitete die Akademie mit den beiden Hochschulen zusammen, an denen Daus tätig war, nämlich der Universität Mainz und der Hochschule Bremen. Trägerin war ab 1998 die EuropaChorAkademie Projekt GmbH mit Sitz in Bremen.
Mit der 2. Sinfonie von Gustav Mahler begann 1997 die gemeinsame internationale Chorarbeit mit Michael Gielen und dem SWR Sinfonieorchester Baden-Baden und Freiburg. 1998 unternahm die EuropaChorAkademie ihre erste Konzerttournee nach Griechenland unter der Leitung von Gerd Albrecht. 1999 fand eine Spanien-Tournee mit der Johannes-Passion von Bach unter der Leitung von Joshard Daus statt. Im gleichen Jahr trat der Chor in der Carnegie Hall in New York mit der amerikanischen Erstaufführung Bernd Alois Zimmermanns Requiem für einen jungen Dichter auf.
Im Jahr 2000 sang der Chor unter der Leitung von Simon Rattle erstmals beim „Festival International d’Art Lyrique d’Aix-en-Provence“ in Frankreich bei der Opernproduktion Die Sache Makropulos von Leoš Janáček. In drei weiteren Jahren war die EuropaChorAkademie Festivalchor des „Festival d’Aix-en-Provence“. 2004 gastierte sie beim Osterfestival in Luzern mit dem Requiem von Hector Berlioz. Ebenfalls 2004 sang der Chor Benjamin Brittens War Requiem im Dom zu Mainz mit der Nordwestdeutschen Philharmonie. In den nächsten Jahren folgten die Mitwirkung an Wagners Lohengrin bei den Festspielen von Baden-Baden und Konzerte mit dem London Philharmonic Orchestra unter der Leitung von Wladimir Jurowski, darunter waren 2008 Korngolds Das Wunder der Heliane und 2009 Martynovs Vita Nuova.
2007 führte der Chor mit der Nordwestdeutschen Philharmonie Francis Poulencs Stabat Mater und Bruckners Messe Nr. 3 in f-Moll auf, unter anderem in der Berliner Philharmonie. Unter der Leitung von Krzysztof Penderecki war die EuropaChorAkademie 2008 an der Uraufführung von dessen 8. Sinfonie beim Eröffnungskonzert des Beijing Music Festivals 2008 beteiligt.
Sylvain Cambreling erhielt 2009 für die Gesamteinspielung The Works for Orchestra von Olivier Messiaen den Echo Klassik 2009. Zu dieser Einspielung gehörte auch La Transfiguration de Notre-Seigneur Jésus-Christ mit der EuropaChorAkademie.
Auf der Midem 2010 in Cannes wurde die EuropaChorAkademie für ihre Aufnahme von Georg Philipp Telemanns Brockes-Passion ausgezeichnet.
Von 2010 bis 2015 wurde die EuropaChorAkademie vom Land Bremen gefördert. Ab 2013 war die Proben- und Spielstätte im Gustav-Heinemann-Bürgerhaus in Bremen-Vegesack. Im Jahre 2015 ging die EuropaChorAkademie Projekt GmbH in die Insolvenz.
Im Jahre 2017 nahm die EuropaChorAkademie in Görlitz ihre Tätigkeit wieder auf. Ermöglicht hatten dies Förderungen durch die Stadt Görlitz, vom Freistaat Sachsen und vor allem durch den Bund. Als neue Trägerin wurde die EuropaChorAkademie Görlitz gGmbH gegründet.

## Chorpädagogische Arbeit
Die EuropaChorAkademie entwickelte an der Schnittstelle von Universität und Schule mit führenden Fachwissenschaftlern und Musikpädagogen, u. a. aus der Chorbewegung Venezuela, interdisziplinäre Kulturvermittlungsprojekte und Chortheaterprojekte speziell auch für die Arbeit mit Schülern in sogenannten sozialen Brennpunkten. Die interdisziplinäre und länderübergreifende Schulprojektreihe „ErlebnisMusik“ machte es sich zur Aufgabe, jungen Menschen neue Perspektiven im (musik-)kulturellen Bereich zu eröffnen und sie für besondere Werke der klassischen Chorsinfonik zu motivieren. „ErlebnisMusik“ bot zu ausgewählten Konzerten ein pädagogisches Begleitprogramm zu Werk und Thema an. Vor allem im Bremer Norden entwickelte die EuropaChorAkademie regelmäßig künstlerische Projekte gemeinsam mit den örtlichen Schulen.

## Diskografie (Auswahl)
- 2008: Requiem – Wolfgang Amadeus Mozart / Daus, Barainsky, Rüggeberg, Dewald, Mewes
- 2008: Messa da Requiem – Giuseppe Verdi / Plácido Domingo, Daus, Gallardo-Domas, Brillembourg, Berti, Abrazákow
- 2008: Grande Messe des Morts – Hector Berlioz / Cambreling, Groves
- 2008: Weihnachten in Europa / Daus, Gylys, Delimat, Heras-Casado
- 2008: Lukas-Passion – Carl Philipp Emanuel Bach / Daus, Gloger, Barainsky, Dewald, Newerla, Mewes
- 2008: Chormusik des 20. Jahrhunderts / Cambreling
- 2008: Stabat Mater – Francis Poulenc / Daus, Barainsky
- 2008: Le Martyre de Saint-Sébastien – Claude Debussy / Cambreling, Grant Murphy, Pecková, Stutzmann, Lyssewski
- 2008: Missa in angustiis – Joseph Haydn / Gielen, Lind, Danz, Taylor, Hagen
- 2008: L’Enfance du Christ – Hector Berlioz / Cambreling, Henschel, Beuron, Rouillon, Brenz, Martin-Bonnet
- 2008: Das Paradies und die Peri – Robert Schumann / Cambreling, Kringelborn, Jansen, Pecková, Homberger, Karasiak, Braun
- 2009: Chormusik des 20. Jahrhunderts II / Cambreling
- 2009: Ein deutsches Requiem – Johannes Brahms / Daus, McCarthy, Volle, Alder, Kaldewei, Heil
- 2009: Zigeunerlieder – Johannes Brahms und Sechs Lieder – Felix Mendelssohn Bartholdy / Daus, Groethuysen
- 2009: Christus – Franz Liszt / Daus, Kostenko, Brillembourg, Dewald, Salter, Kardinal Lehmann
- 2009: Chormusik a cappella / Daus, Delimat, Gylys
- 2010: Messe h-Moll – Johann Sebastian Bach / Daus, Wilsberg Lund, Brillembourg, Süß, Nolte
- 2011: Catulli Carmina – Carl Orff / Cambreling